# Pabellón Macarena Aguilar
El Pabellón Macarena Aguilar es una pista cubierta ubicada en Bolaños de Calatrava, Ciudad Real, España, y es donde disputa sus partidos oficiales el Club Balonmano Bolaños.

## Historia
Inaugurado en 1994, se ubica junto al Parque Juan Carlos I de la localidad bolañega. En las navidades del 2011 el Ayuntamiento de Bolaños de Calatrava, con Miguel Ángel Valverde a la cabeza, propuso el cambio de nombre para homenajear a la jugadora local Macarena Aguilar. En el verano del 2012 la jugadora recibió el homenaje de la ciudad.

### Remodelación
Durante el verano del 2022 fue remodelado para incorporar una nueva línea de asientos, que le hizo aumentar en 50 plazas, además de adaptar sus accesos y la sustitución de la antigua pista deportiva.
Se reinauguró con un partido de la primera ronda de la Copa de la Reina y acudieron al evento Julián Alberto Rubio, Miguel Ángel Valverde y Ana Almansa, presidenta del Club Balonmano Bolaños.
Las obras de remodelación ascendieron a 157.257,65 €, subvencionados por el propietario de la instalación, el Ayuntamiento de Bolaños de Calatrava. 

## Instalaciones
Cuenta con un campo polideportivo para practicar baloncesto, fútbol sala, balonmano o voleibol. 